# Bornhöveder See
Der Bornhöveder See ist ein See in der Holsteinischen Schweiz in Deutschland. Er liegt im Verlauf der Alten Schwentine in der Bornhöveder Seenkette nördlich des Dorfes Bornhöved. Der See ist ca. 70 ha groß und bis zu 14,3 m tief. An seinem Westufer befindet sich eine Badestelle.